# Skogsklematis
Skogsklematis (Clematis vitalba) är en art i familjen ranunkelväxter från Europa, Turkiet till norra Iran och Afghanistan, Kaukasus och nordvästra Afrika.
Klematis, liksom många ranunkelväxter, är giftig. I hela växten förekommer eteriska oljor och andra ämnen som irriterar hud och slemhinnor.

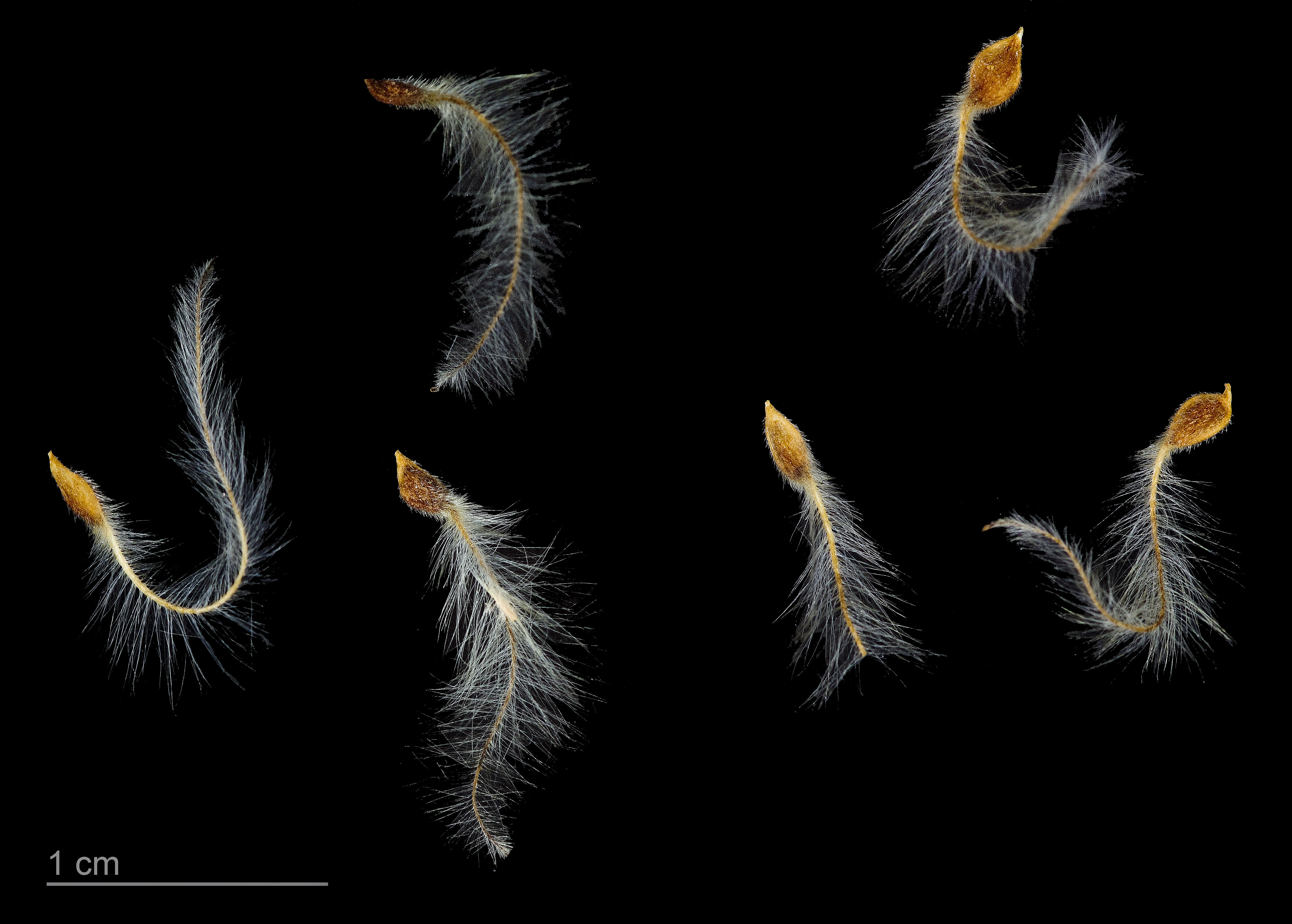
Clematis vitalba
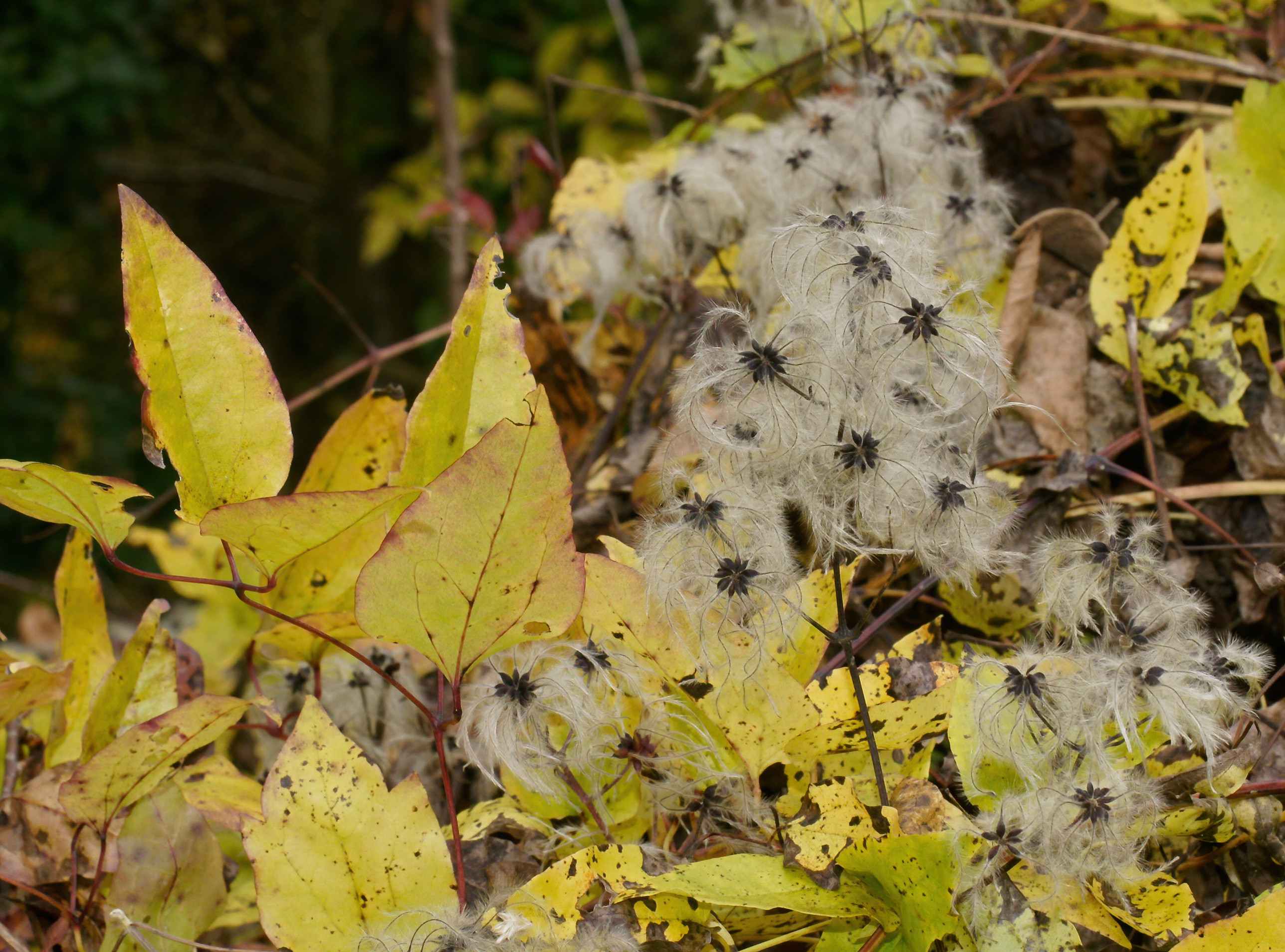

## Synonymer
- Anemone vitalba (L.) E.H.L.Krause
- Clematis bellojocensis Gand.
- Clematis crenata Jord.
- Clematis dumosa Gand.
- Clematis dumosa Salisbury
- Clematis odontophylla Gand.
- Clematis pilosa Dulac nom. illeg.
- Clematis scandens Borkh.
- Clematis sepium Lam. nom. illeg.
- Clematis transiens Gand.
- Clematis vitalba f. crenata (Jordan) O.Bolòs & Vigo
- Clematis vitalba var. crenata (Jordan) Rouy & Foucaud
- Clematis vitalba var. integrata de Candolle
- Clematis vitalba var. taurica Besser ex Rouy & Foucaud
- Clematitis vitalba (L.) Moench